# 中国民航管理干部学院
中国民航管理干部学院，教育部备案名为民航管理干部学院，是隶属中华人民共和国交通运输部中国民用航空局的唯一成人高等学校，学院提供民航相关学历教育。
中国民航安全学院，合署办公，一个机构多块牌子，承担政府安全监管人员和民航企业安全管理人员的在职培训职责，由王昌顺兼任院长。
学院兼有中共民航总局委员会党校（民航总局党校）职能，一个机构多块牌子。
学院拥有东方大学城教学园区，位于河北廊坊，负责学历教育。

## 历史沿革
- 1982年，创建中国民航干部学校。
- 1984年，升格民航管理干部学院。
- 1997年，创建中共民航总局党校，合署办公。
- 2006年，位于云南昆明的中国民航总局培训中心并入民航管理干部学院。
- 2006年，创建中国民航安全学院，合署办公。

## 院系设置
- 经济管理系、社会科学系、外语系、机场管理系、飞行标准系、航空器适航审定系、空中交通安全管理系、航空保安系、航空安全管理系、航空医学系、国际交流合作部